# Rich Beem
Rich Beem, född 24 augusti 1970 i Phoenix i Arizona, är en amerikansk golfspelare.
Beem blev professionell 1994 men hans tidiga karriär var inte framgångsrik och han fick ta jobb som försäljare av bilstereo och mobiltelefoner för att få ekonomin att gå ihop.
Hans karriär vände 2002 då han vann majortävlingen PGA Championship på Hazeltine National. Han vann med ett slag före Tiger Woods.
Fram till sin majorseger var Beem mest känd för boken Bud, Sweat and Tees : A Walk on the Wild Side of the PGA Tour som Alan Shipnuck skrev. Boken beskrev Beems första år på PGA-touren och det vilda liv han och hans caddie Steve Duplantis levde. Efter segern i PGA Championship har han inte haft några större framgångar på PGA-touren.

## Meriter

### Majorsegrar
- 2002 PGA Championship

### PGA-segrar
- 1999 Kemper Open
- 2002 INTERNATIONAL